# Nacido y criado
Nacido y criado es una película argentina del año 2006. Dirigida por Pablo Trapero y producida por Martina Gusmán. Contó con el guion de Pablo Trapero y Mario Rulloni. Fue protagonizada por Guillermo Pfening, Federico Esquerro, Martina Gusmán y Tomás Lipán.

## Argumento
Cuenta la historia de un hombre, esposo y padre que tras un accidente, huye de su familia para trabajar en la Patagonia. Este cambio de hábitat le trae consecuencias físicas y mentales.

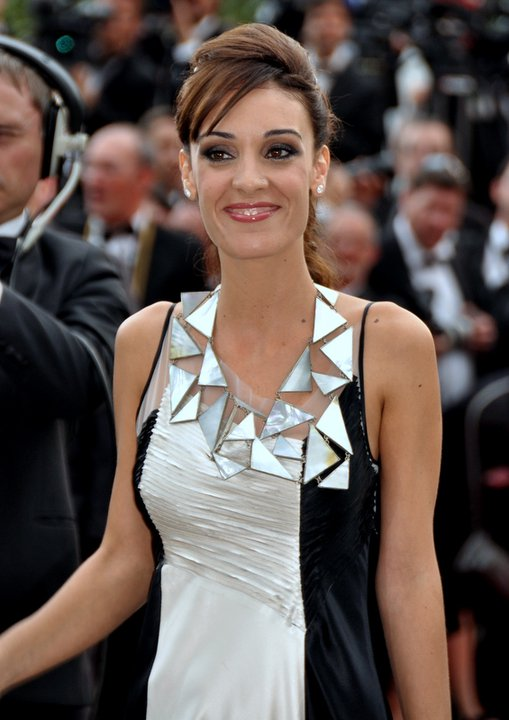
Martina Gusmán es Milli.

## Reparto
| Actor                | Personaje         |
| -------------------- | ----------------- |
| Guillermo Pfening    | Santiago          |
| Martina Gusmán       | Milli             |
| Victoria Vescio      | Josefina          |
| Gloria Torres        | Anita             |
| Juan Alonso          | Juan              |
| Nilda Raggi          | Victoria          |
| Liliana Brito        | Lucy              |
| Federico Esquerro    | Robert            |
| Ernesto Rey Troncoso | El Riojano        |
| Ramón Cuyul          | Cuyul             |
| Tomás Lipán          | Cacique Armando   |
| Juan Hernández       | Ramallito         |
| Fernanda de Almeida  | Betty             |
| Agustín Páez         | Yoni              |
| Martín Villarreal    | Bebé              |
| Santiago Vera        | Rosales           |
| Jorge Juani          | Falco             |
| Juan Neto            | Ortega            |
| Ileana Arias         | Sandra            |
| Bernardo Ramírez     | Hombre de la grúa |
| Silvia Galián        | Jésica            |